# یخ‌نوردی

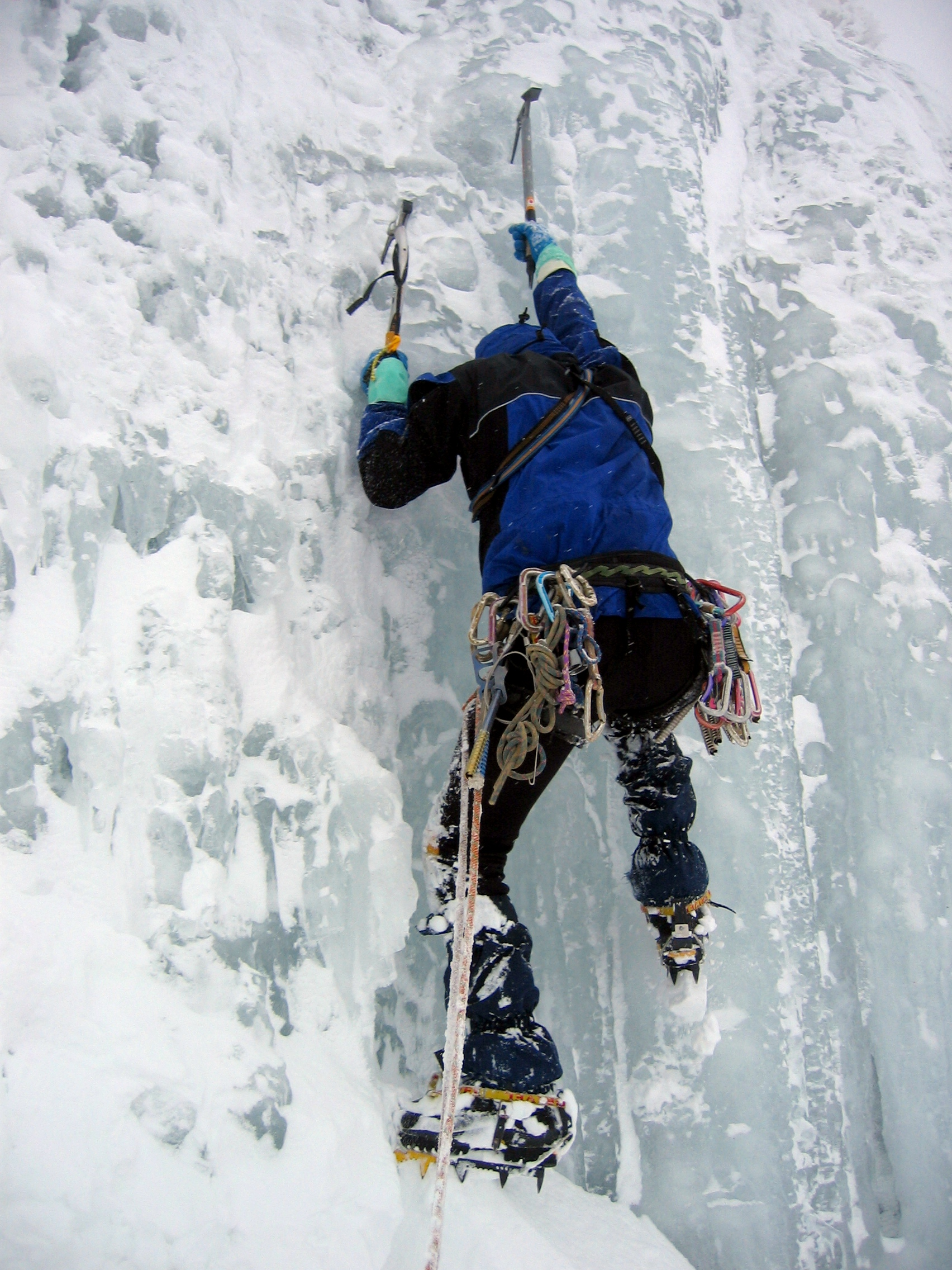
یخ نوردی

یخ نوردی (به انگلیسی Ice climbing) فعالیتی است که در آن افراد اقدام به بالا رفتن از سطوح شیبدار ساخته شده از یخ می‌کنند. آبشارهای منجمد، صخره‌ها و سنگ‌های پوشیده شده توسط آب یخ زده از جملهٔ این سطوح می‌باشند. همچنین این سطوح می‌توانند ترکیبی از یخ و سنگ باشند